# Оттон I Вормсский
Оттон I Вормсский (нем. Otto I, 948 — 4 ноября 1004) — герцог Каринтии в 978—985 и 1002—1004 годах из Салической династии.

## Биография

### Правление
Оттон был единственным сыном Конрада Рыжего, герцога Лотарингии, и Лиутгарды Саксонской, дочери императора Оттона Великого. Владения Оттона располагались в Западной Франконии, в районе Шпайера, Вормса и Крайхгау. Отсюда произошло одно из названий династии потомков Оттона Вормсского — Франконский дом.
В 978 году после поражения каринтийского герцога Генриха I Младшего в Войне трёх Генрихов Оттон I получил от императора престол Каринтии. Но после примирения Генриха Младшего с императором тому была возвращена Каринтия. Оттон I сохранил титул герцога (герцог Вормсский) и маркграфство Верона в северо-восточной Италии.
В 1002 году кандидатура Оттона Вормсского была выставлена на выборах короля Германии. Однако он отказался от участия, за что от нового короля Генриха II получил обратно Каринтийское герцогство. С этого времени Каринтия окончательно отделилась от Баварии. Оттон Вормсский участвовал в походах короля Генриха II в Италию в 1002—1004. Он скончался 4 ноября 1004 года. Его внук Конрад II в 1027 стал императором Священной Римской империи, основателем Салической династии.
В 977 (некоторые историки называют 987) основал монастырь в честь св. епископа Ламберта (ныне — в городе Ламбрехт).
Оттон I Вормсский похоронен, вероятно, в монастыре в Брухзале.

### Брак и дети
- Юдит Баварская (ум. 991), вероятно, внучка Арнульфа, герцога Баварии:
  - Генрих Шпейерский (970—995), женат на Аделаиде Мецской, дочери Герхарда, графа Нордгау и Эльзаса;
  - Бруно (папа римский Григорий V) (973—999);
  - Конрад I (975—1011), герцог Каринтии (c 1004);
  - Вильгельм, епископ Страсбурга